# Качевицы
Качевицы, ранее также Кочевицы — деревня в Западнодвинском районе Тверской области. Входит в состав Западнодвинского сельского поселения.

## География
Деревня расположена на берегу озера Кочевицкое в 17 километрах к северо-западу от районного центра, города Западная Двина. В 500 метрах к югу от деревни проходит трасса М9 Москва — Рига. Ближайший населённый пункт — деревня Ново-Ивановское.
Часовой пояс
Деревня Качевицы, как и вся Тверская область, находится в часовой зоне МСК (московское время). Смещение применяемого времени относительно UTC составляет +3:00.

## История

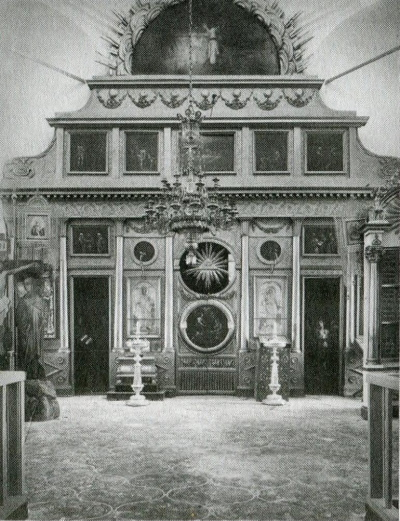
Иконостас церкви. Фотография начала 20 века.

До революции деревня входила в состав Торопецкого уезда Псковской губернии.
На топографической карте Фёдора Шуберта 1867—1901 годов обозначен погост Кочевицы.
В 1791 году на погосте Качевицы (Кочевицы) была построена каменная трёхпрестольная Святой Троицы.
На карте РККА 1923—1941 годов обозначена деревня Кочевицы. Имела 8 дворов.
В настоящее время церковь находится на окраине деревни недалеко от озера. Состояние здания храма — полуразрушенное. Рядом находится кладбище, являющееся действующим и в настоящее время.

## Население
| 2010 |
| ---- |
| 1    |

Население по переписи 2002 года — 2 человека.
Национальный состав
Согласно результатам переписи 2002 года, в национальной структуре населения русские составляли 50 % от жителей.